# Melopyrrha nigra
Melopyrrha nigra là một loài chim trong họ Thraupidae.